# Яловець Євген Андрійович
Євге́н Андрі́йович Яловець (11 травня 1989, с. Созонівка, Кіровоградський район, Кіровоградська область, Українська РСР — 11 червня 2017, с. Павлопіль, Волноваський район, Донецька область, Україна) — старший сержант Збройних сил України, учасник російсько-української війни.

## Біографія
Народився 1989 року в селі Созонівка на Кіровоградщині. З 1996 по 2005 рік здобував базову освіту в Созонівській загальноосвітній школі І-ІІІ ступенів, тут же у навчальному центрі «ПК ЕКомер» опанував професію оператора комп'ютерного набору. Закінчив Кіровоградський професійний ліцей імені Героя Радянського Союзу О. С. Єгорова (колишнє СПТУ № 2).
З 2008 по 2009 рік проходив військову службу на Київщині у військовій частині А2860, 96-та зенітна ракетна бригада, отримав допуск до роботи з документами, що містять державну таємницю.
Повернувшись з армії, влаштувався працювати верстатником у ПАТ «Гідросила». Захоплювався електронікою, слідкував за автомобільними новинками.
Під час російської збройної агресії проти України 19 березня 2014 року призваний за частковою мобілізацією до Кіровоградського об'єднаного міського комісаріату, через 12 місяців продовжив службу за контрактом. У вересні 2015 переведений до районного військового комісаріату на посаду начальника служби захисту інформації.
8 березня 2017 року закінчувалась дія контракту, після трьох років військової служби Євген планував повернутися на роботу в ПАТ «Гідросила» та одружитись, весілля спланували на 22 липня. Але офіційно не встиг звільнитися, і вже 10 березня був відряджений до базового табору 59-ї окремої мотопіхотної бригади з подальшим проходженням служби протягом 6 місяців на території проведення антитерористичної операції на посаді спеціаліста-оператора (кодувальника) 10-го окремого мотопіхотного батальйону «Полісся» 59 ОМПБр. Виконував завдання на Маріупольському напрямку.
11 червня 2017 року, о 16:25, поблизу села Павлопіль Волноваського району (за іншими даними, поблизу села Кальчик), військовий автомобіль Урал-4320 потрапив під ворожий обстріл з ПТРК «Фагот». Внаслідок влучення протитанкової керованої ракети (ПТКР) загинули старший сержант Євген Яловець та водій старший солдат Юрій Сорока.
Похований 14 червня на Алеї почесних поховань Рівнянського кладовища міста Кропивницького.
Залишились батьки Світлана Юріївна та Андрій Леонтійович (учасник АТО), брат Андрій (військовослужбовець-контрактник) та наречена Вікторія, з якою Євген познайомився у військкоматі, також військовослужбовець.

## Нагороди та відзнаки
- Указом Президента України № 259/2017 від 2 вересня 2017 року, за особисту мужність і самовіддані дії, виявлені у захисті державного суверенітету та територіальної цілісності України, зразкове виконання військового обов'язку, нагороджений орденом «За мужність» III ступеня (посмертно)[3].

## Вшанування пам'яті
13 жовтня 2017 року в селі Созонівка на будівлі Созонівського НВК (вулиця Академічна, 1) відкрито меморіальну дошку полеглому на війні випускнику школи.